# Universidade de Magdeburgo
A Universidade de Magdeburgo (em alemão:  Otto-von-Guericke-Universität Magdeburg - OVGU) foi fundada em 1993, pertencendo às mais jovens universidades da Alemanha.
A universidade, que leva o nome de Otto von Guericke, tem suas raízes nas três instituições de ensino superior que existiam anteriormente na cidade de Magdeburgo, a Technische Universität Magdeburg, a Universidade Pedagógica e a Medizinische Akademie Magdeburg. Com nove faculdades e quase 14 000 alunos, forma um centro universitário de ensino e pesquisa na Saxônia-Anhalt.

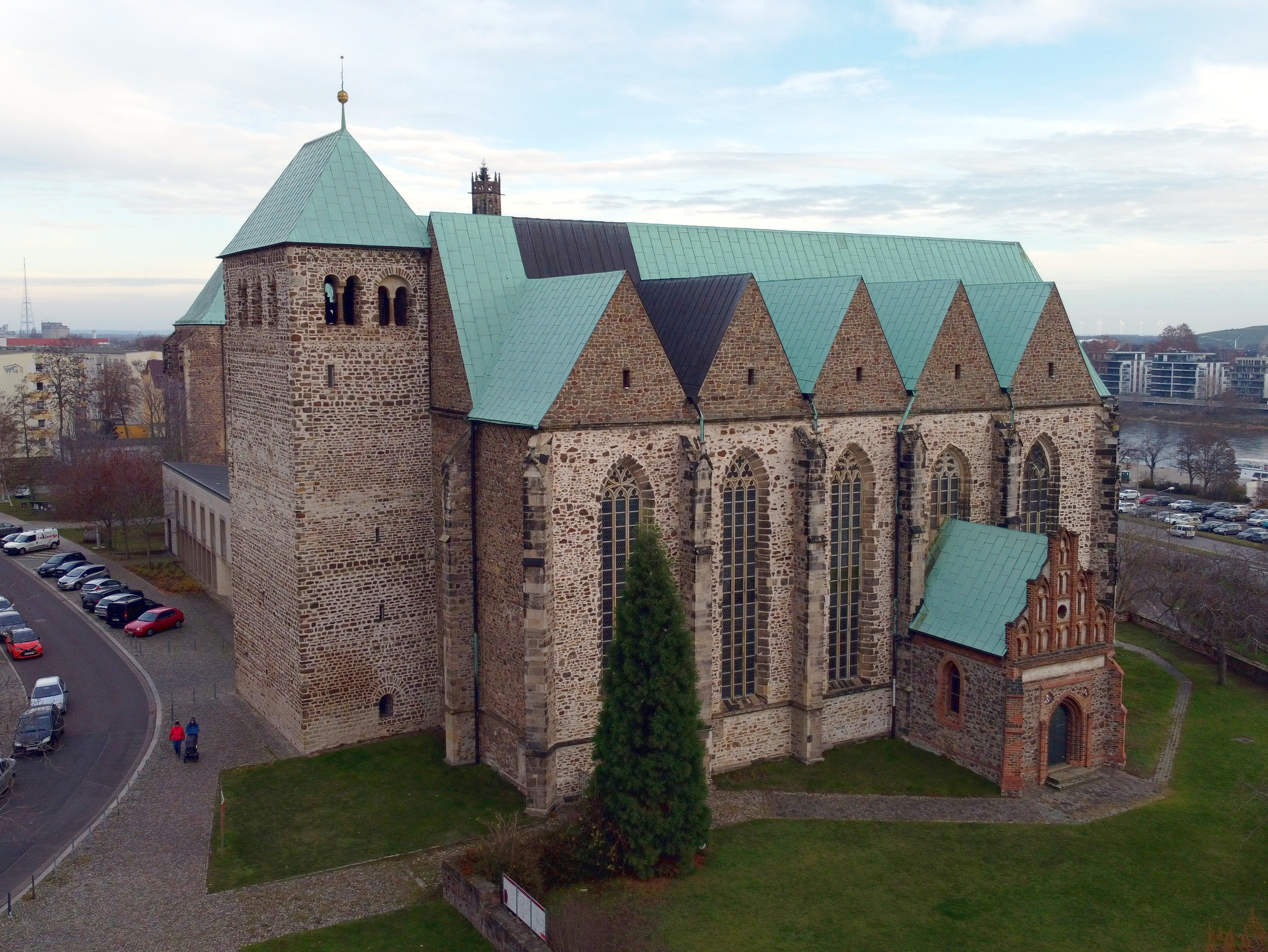
Igreja universitária católica Sankt Petri

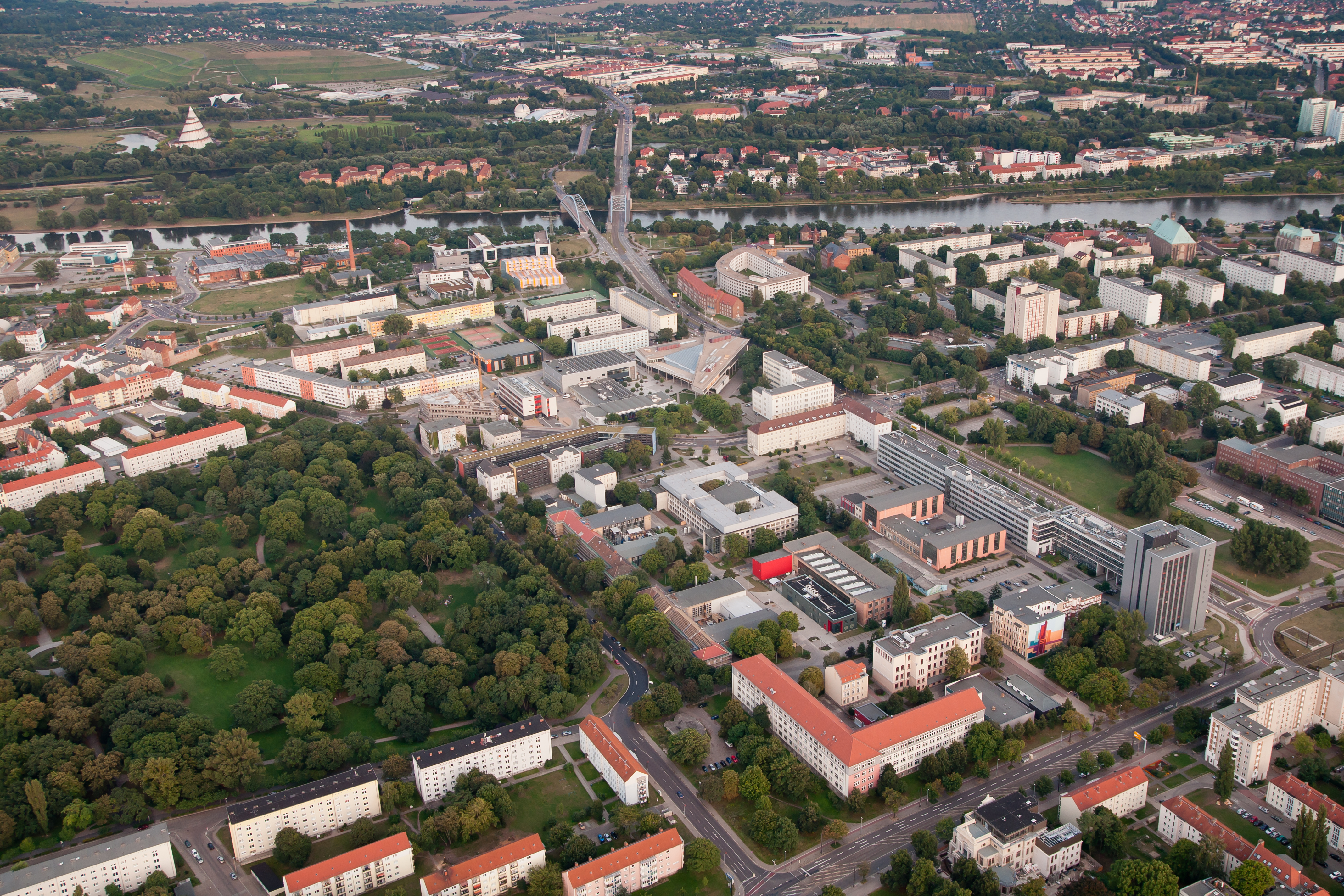
Imagem aérea do campus principal da Universidade